# 八尾市立東中学校
八尾市立東中学校（やおしりつ ひがしちゅうがっこう）は、大阪府八尾市東町にある公立中学校。
八尾市で14番目の市立中学校として、1980年に八尾市立上之島中学校から分離開校した。八尾市北東部の住宅地と農村部を校区とする。

## 沿革
- 1979年12月25日 - 八尾市条例により校名が「八尾市立東中学校」と決定。
- 1980年
  - 4月1日 - 現在地に開校。
  - 7月1日 - 運動場・体育館完成（この日を創立記念日とする）。
  - 7月26日 - プール完成。
- 1982年7月14日 - 校歌制定。
- 1990年4月8日 - 養護学級設置。
- 1996年4月1日 - 文部省から生徒指導総合推進校、八尾市教育委員会から同和教育研究校にそれぞれ指定される。

## 校区
- 八尾市立東山本小学校と八尾市立西山本小学校の通学区域。

八尾市 東山本町、東町、西高安町1丁目、西山本町、旭ヶ丘2丁目の全域。
八尾市 上之島町南5丁目 - 7丁目、上尾町1丁目 - 3丁目、旭ヶ丘3丁目・5丁目のそれぞれ一部。

## 著名な出身者
- 福原愛 - 卓球選手。一時期在籍（青森山田中学校へ転校）。
- 片寄涼太 -（GENERATIONS from EXILE TRIBE）
- 鰻和弘 - お笑い芸人（銀シャリ）

## 交通アクセス
- 近鉄大阪線河内山本駅から東へ約1.4km。
- 近鉄信貴線服部川駅から西へ約1.4km。